# Сахратов, Натиг Закир оглы
Натиг Закир оглы Сахратов (азерб. Səhrətov Natiq Zakir oğlu; 10 октября 1990, Товуз, Азербайджанская ССР, СССР) — азербайджанский футболист. Выступает на позиции голкипера.

## Биография
Родившийся в 1990 году в городе Товузе Турал Сахратов является воспитанником товузской школы футбола.
Профессиональную карьеру футболиста начал в 2010 году в составе ФК «Туран» Товуз, ведущего в то время борьбу в Премьер-Лиге Азербайджана. Выступает в команде под № 27.
Дебютировал в Премьер-Лиге в основном составе товузцев 12 мая 2011 года в матче против закатальского «Симурга».

### Чемпионат
Статистика выступлений в чемпионате Азербайджана по сезонам:
| № | Сезон       | Клуб    | Лига            | Игр | Голов |
| - | ----------- | ------- | --------------- | --- | ----- |
| 1 | 2010 / 2011 | «Туран» | Премьер-лига    | 1   | 0     |
| 2 | 2011 / 2012 | «Туран» | Премьер-лига    | 2   | 0     |
| 3 | 2012 / 2013 | «Туран» | Премьер-лига    | 3   | 0     |
| 4 | 2013 / 2014 | «Туран» | Первый Дивизион | ?   | 0     |